# Ted Russell
George Edward „Ted“ Russell (* 9. April 1912 in Limerick; † 28. November 2004 ebenda) war ein irischer Politiker der Clann na Poblachta und später der Fine Gael. Er war von 1957 bis 1961 Teachta Dála (Abgeordneter) im Dáil Éireann, dem Unterhaus, und von 1969 bis 1977 Mitglied im Seanad Éireann, dem Oberhaus des irischen Parlaments (Oireachtas). 

## Leben
Russell wurde in das Familienunternehmen seines Vaters und seines Großvaters hineingeboren. Ab 1930 spielte er erfolgreich Rugby bei den UL Bohemians. Von 1936 bis 1938 war er Teil der Auswahl der Provinz Munster. 1938 konnte er auch auf internationaler Ebene in der Auswahl von Irland Erfolge feiern. Mit dem ausbrechenden Zweiten Weltkrieg brach seine internationale Karriere ab.
Er wurde 1937 nach dem Tod seines Vaters Geschäftsführer der Dan O’Connor Ltd. 
1942 wurde er als Unabhängiger Ratsmitglied in der Limerick Corporation (später: Limerick City Council). Als Kandidat der Clann na Poblachta trat er im Wahlkreis Limerick East bei den Wahlen 1948 an, hatte jedoch ebenso wenig Erfolg wie bei den Wahlen 1951. Er versuchte bei den Nachwahlen für den verstorbenen Daniel Bourke im Juni 1952 in den Dáil einzuziehen. Aber auch hier reichte die Stimmenzahl nicht aus. Bei den Wahlen 1954 trat er nicht an, allerdings hatte er dann als Unabhängiger bei den Wahlen 1957 Erfolg und konnte in den Dáil einziehen. Weder 1961 noch 1965 konnte er an diesen Erfolg anknüpfen, wurde aber 1969 über die Industrie- und Gewerbeliste als Mitglied der Fine Gael in den Seanad Éireann gewählt. Diesen Sitz konnte er 1973 halten, verlor ihn dann aber 1977. 
Von 1954 bis 1957, von 1967 bis 1968 und von 1976 bis 1977 war er Oberbürgermeister von Limerick (Mayor of Limerick). 
2002 erhielt er die Ehrendoktorwürde der University of Limerick, die er stets gefördert hatte.
Seit 1938 war Russell mit Dervilla Gleeson verheiratet. Er hatte mit ihr vier Kinder.